# Juliano Moreira

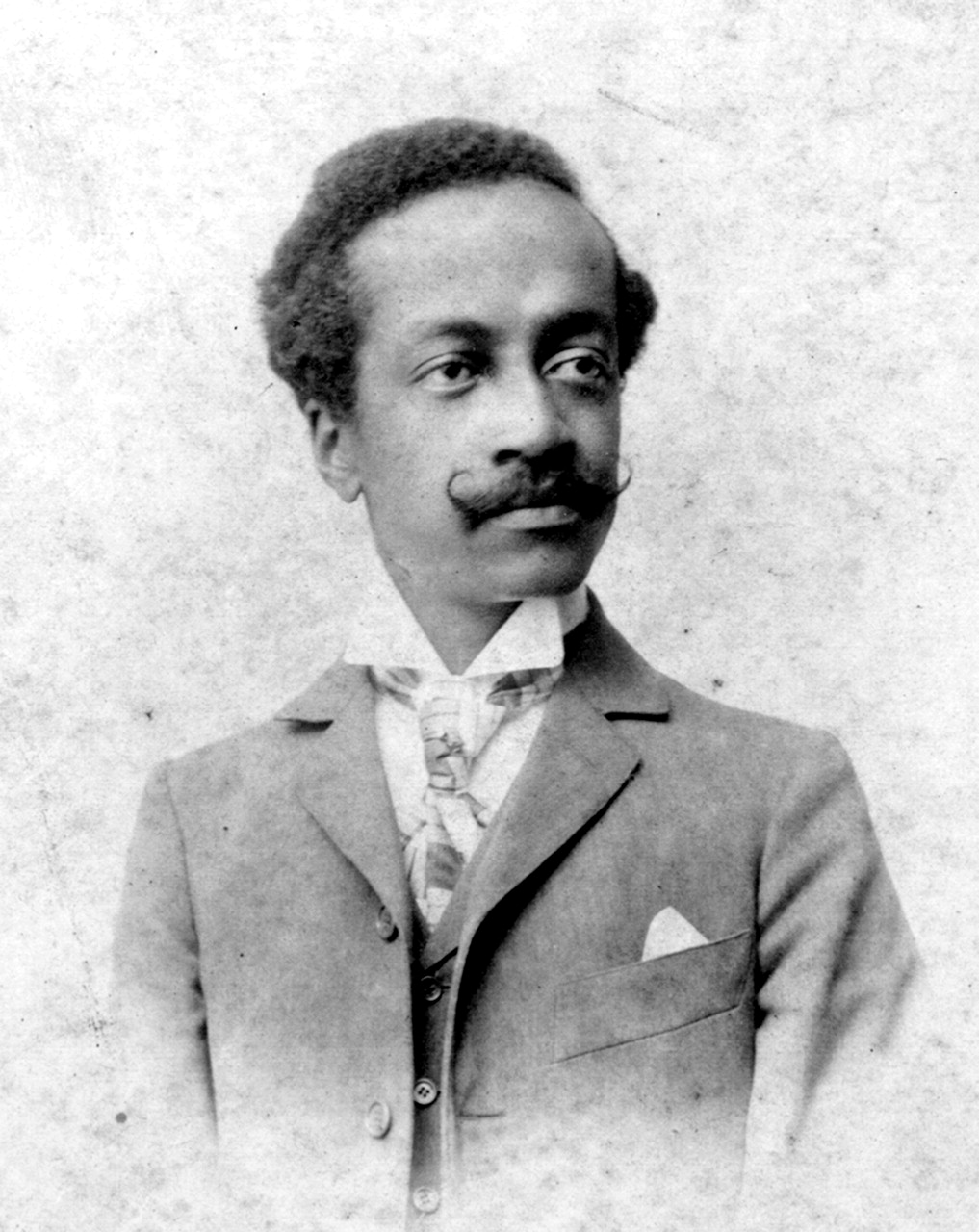
Juliano Moreira in jüngeren Jahren

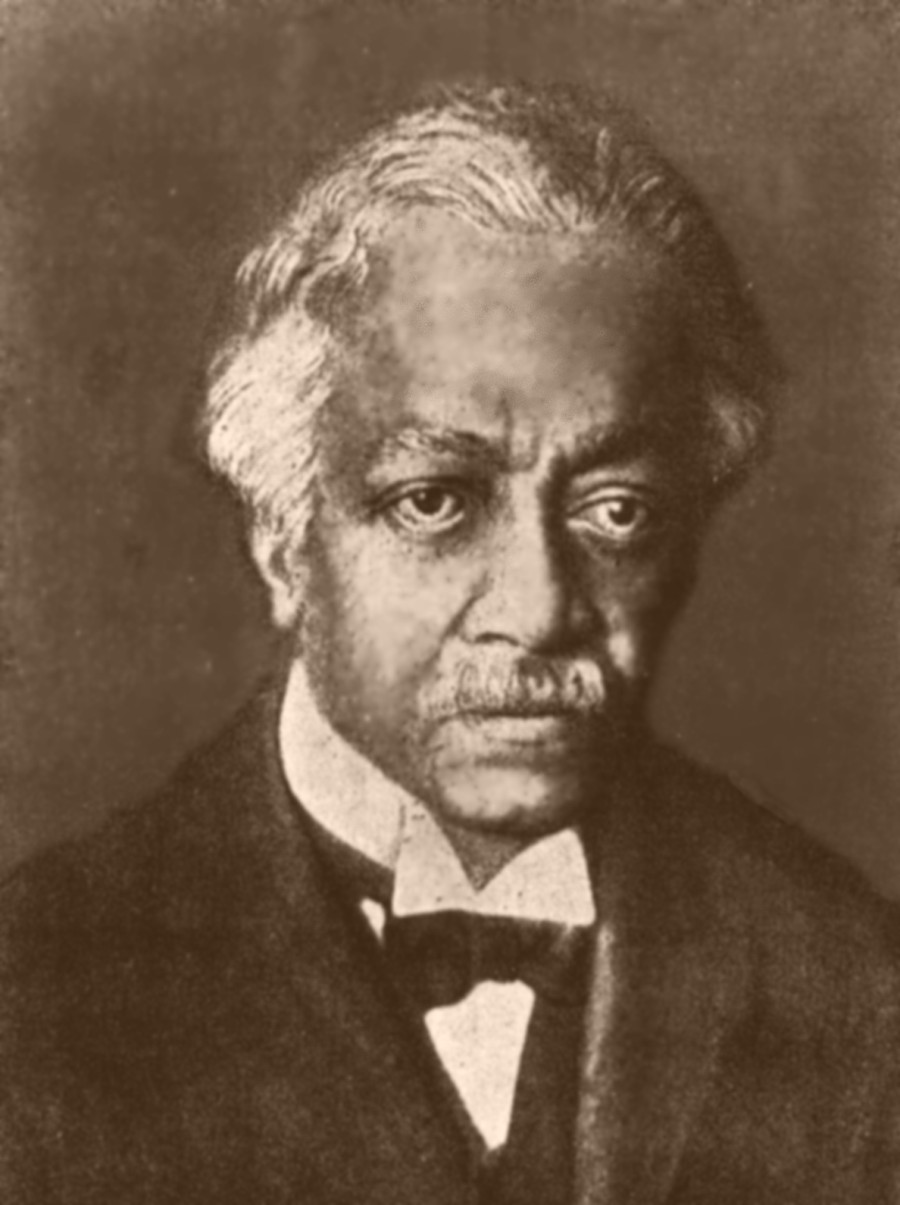
Juliano Moreira (aus: Baianos Ilustres, Loureiro, Salvador, 1945)

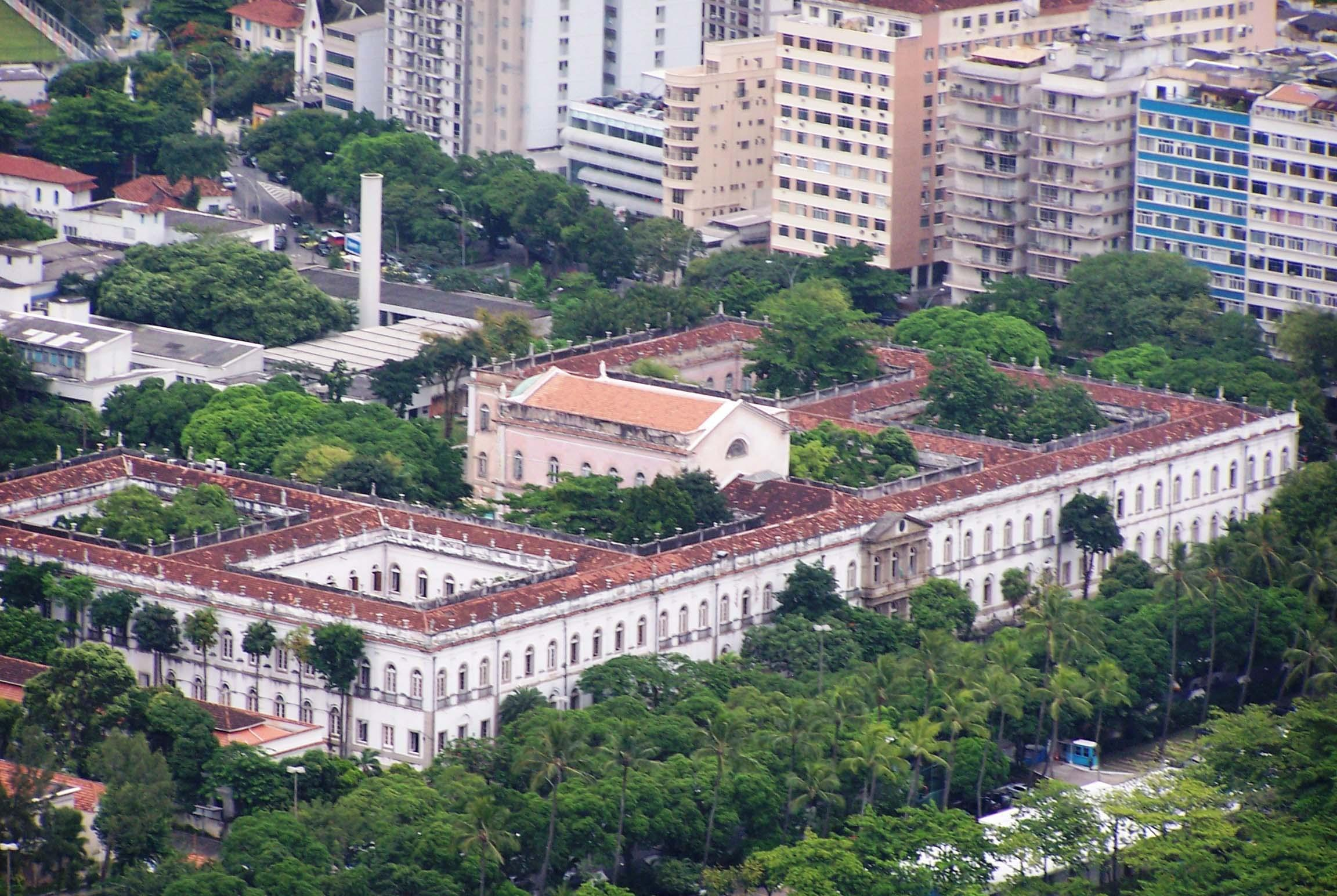
Hospício Pedro II (Hospício Nacional de Alienados)

Juliano Moreira (geboren am 6. Januar 1872 in Salvador, gestorben am 2. Mai 1933 in Petrópolis) war ein brasilianischer Psychiater, der oft als Begründer der psychiatrischen Disziplin in Brasilien betrachtet wird. Er war der erste brasilianische Universitätsprofessor, der die psychoanalytische Theorie aufgriff und in die medizinische Ausbildung integrierte.

## Leben und Wirken
Der Afrobrasilianer Juliano Moreira wurde am 6. Januar 1872 in Salvador, Hauptstadt der damaligen Provinz Bahia, geboren. Er studierte an der Medizinischen Fakultät von Bahia (Faculdade de Medicina da Bahia), heute die Universidade Federal da Bahia (UFBA) (deutsch: Bundesuniversität von Bahia) in Salvador da Bahia. Im Jahr 1896 wurde er Professor für Psychiatrie an seiner Alma Mater. Er arbeitete an Fragen der interkulturellen Psychiatrie und von Neurolues. In Brasilien wandte er als erster eine Lumbalpunktion an. Er war langjähriger Leiter (1903–1930) der nationalen psychiatrischen Klinik für Geisteskranke, des Hospício Pedro II (Hospício Nacional de Alienados) in Rio de Janeiro. Die psychiatrische Colônia Juliano Moreira in der Nähe von Rio de Janeiro wurde nach ihm benannt. Von 1926 bis 1929 war er Präsident der Academia Brasileira de Ciências (Brasilianischen Akademie der Wissenschaften). Er bekämpfte wissenschaftlichen Rassismus, humanisierte die Behandlungsmethoden für Menschen mit psychischen Problemen und formulierte Vorschläge für neue psychiatrische Versorgungsmodelle (1903). Moreira war mit dem deutschen Psychiater Emil Kraepelin (1856–1926) bekannt und stand mit ihm in Briefwechsel. Er starb am 2. Mai 1933 in Petrópolis.

## Colônia Juliano Moreira (historische Gebäude)

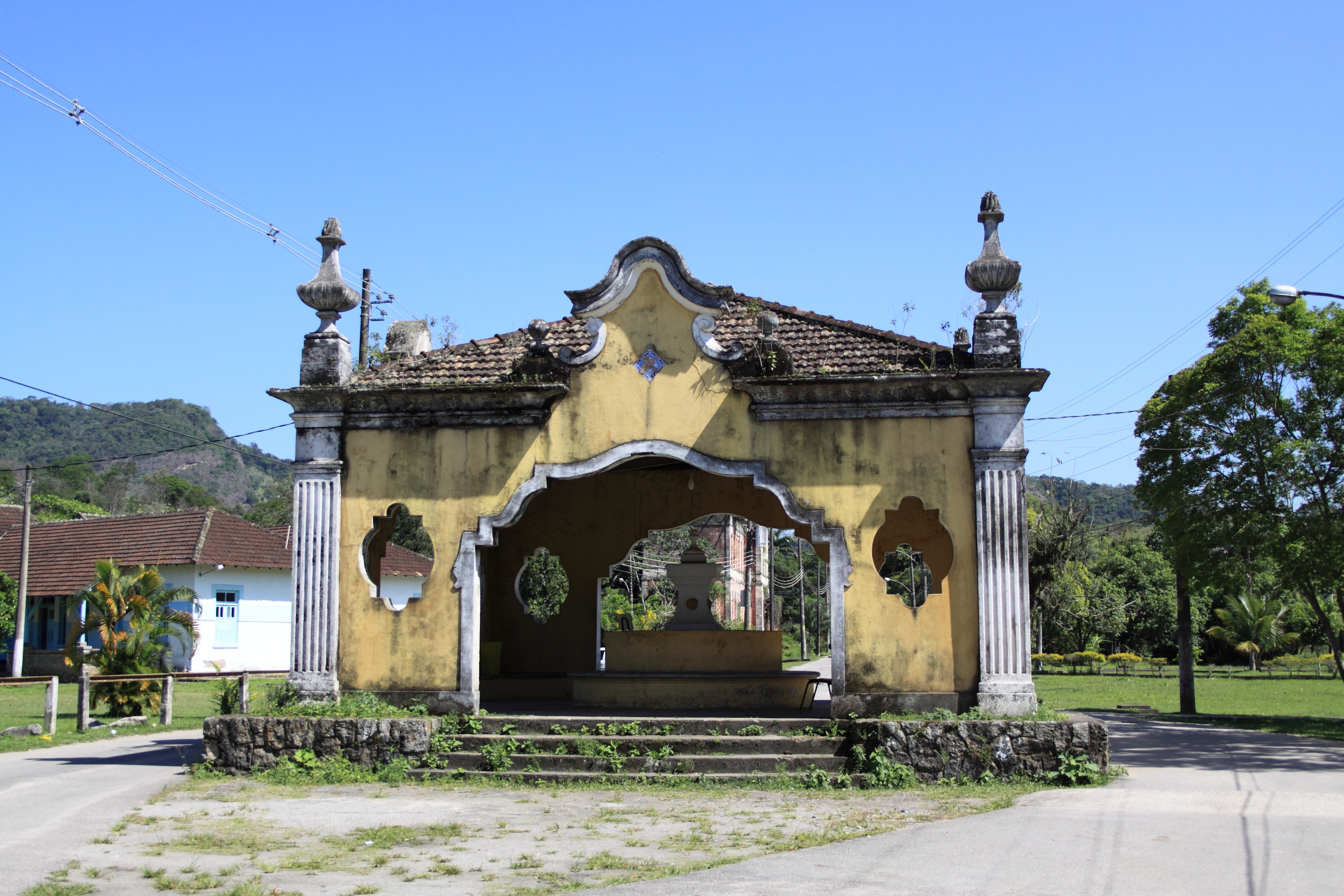
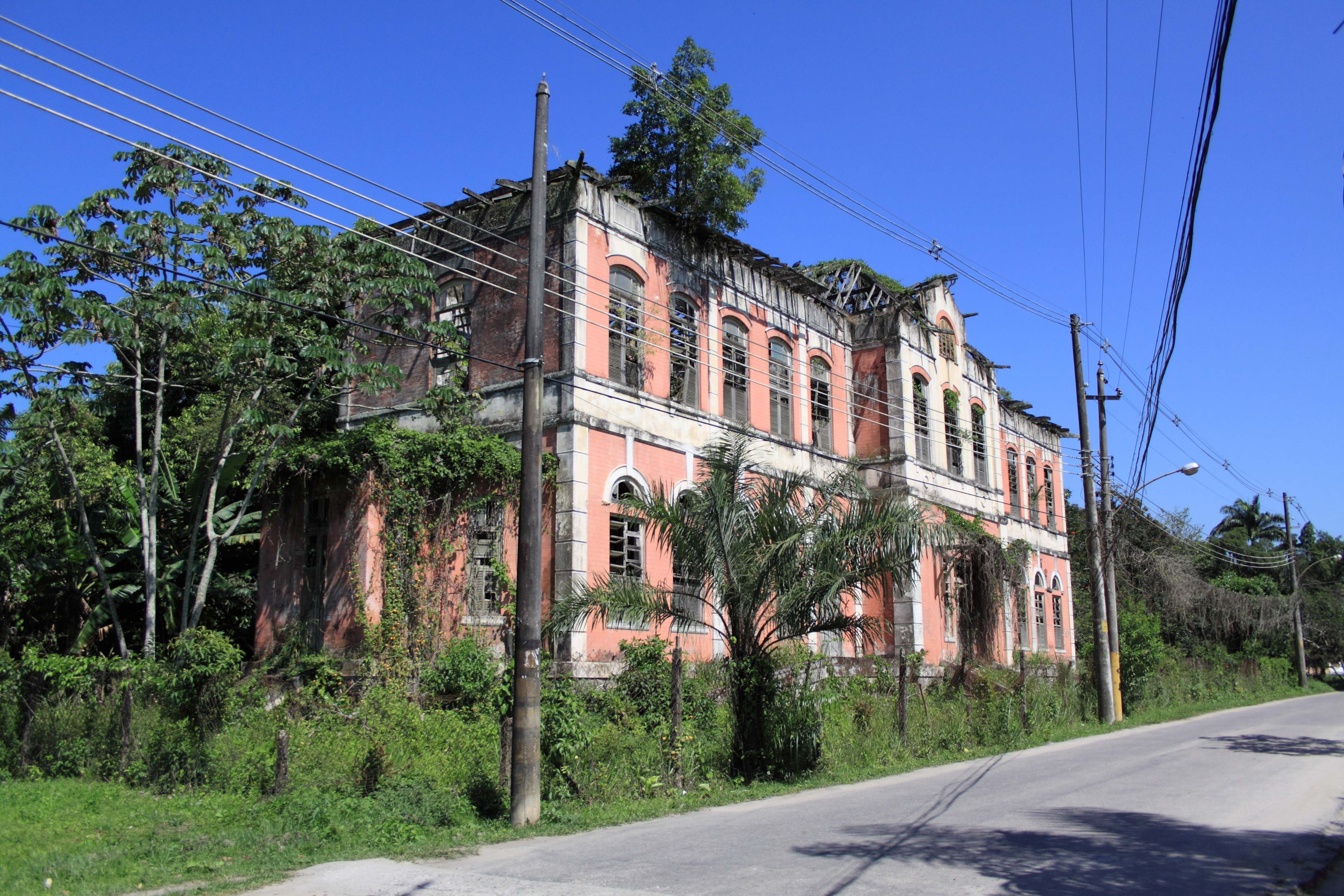
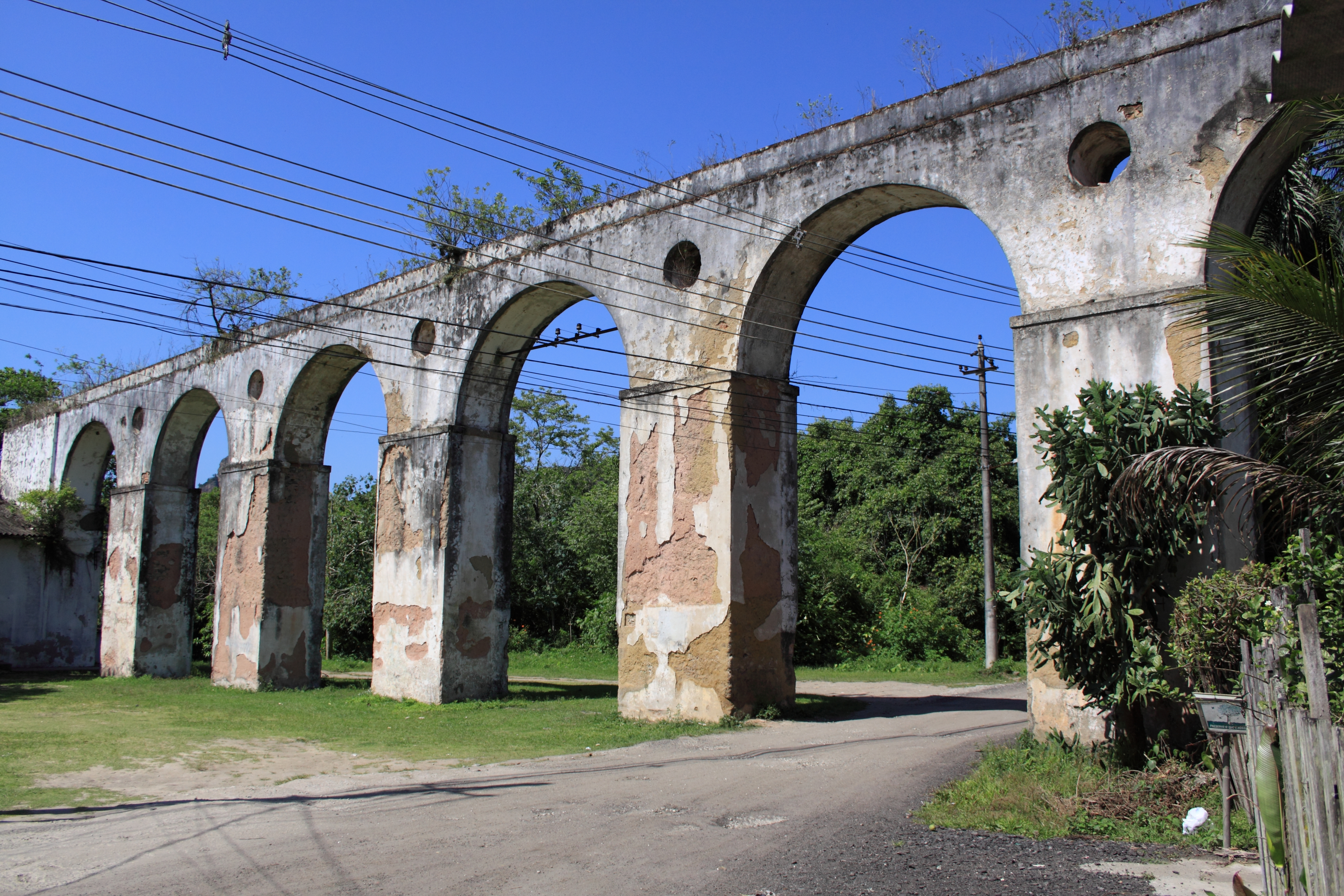
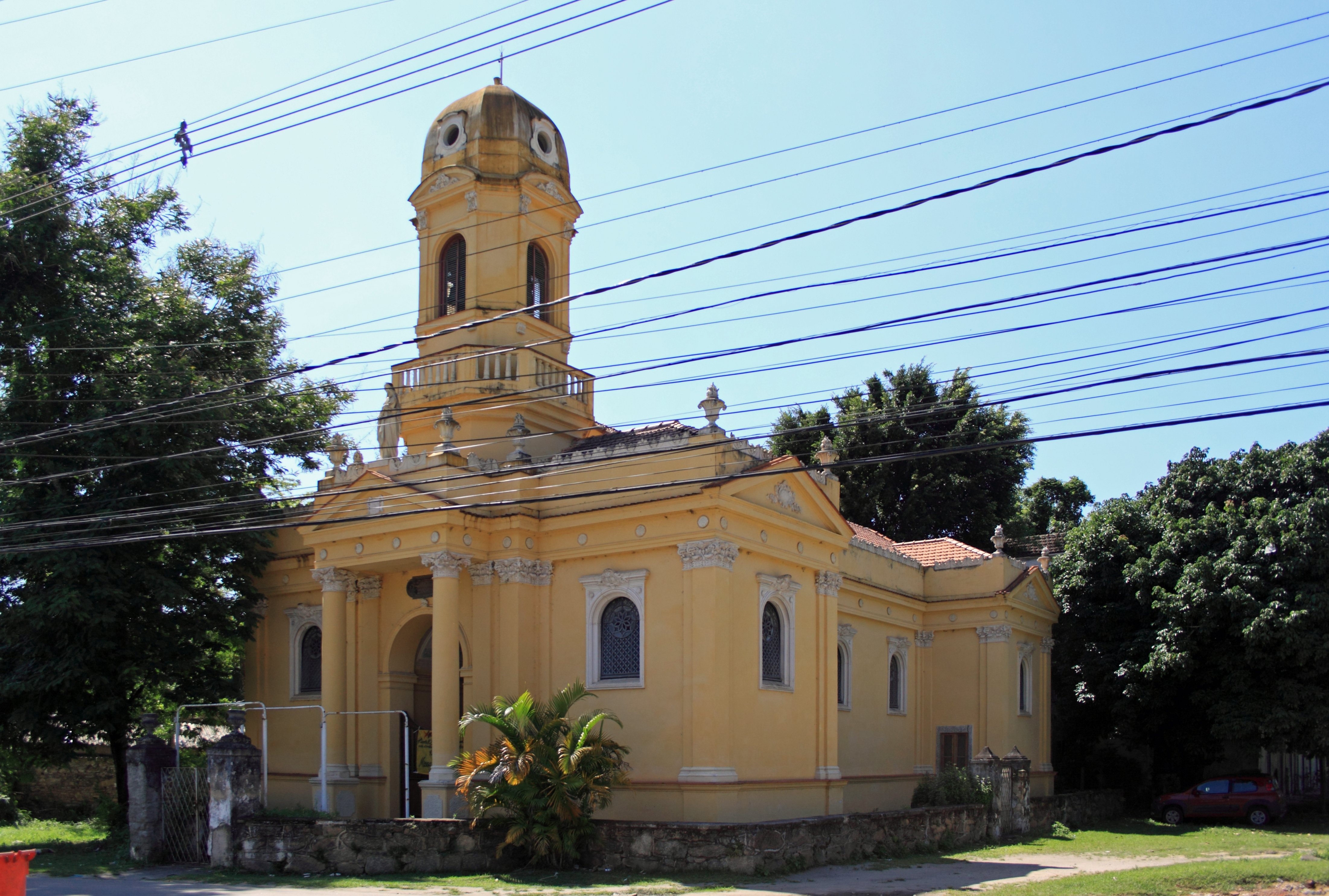
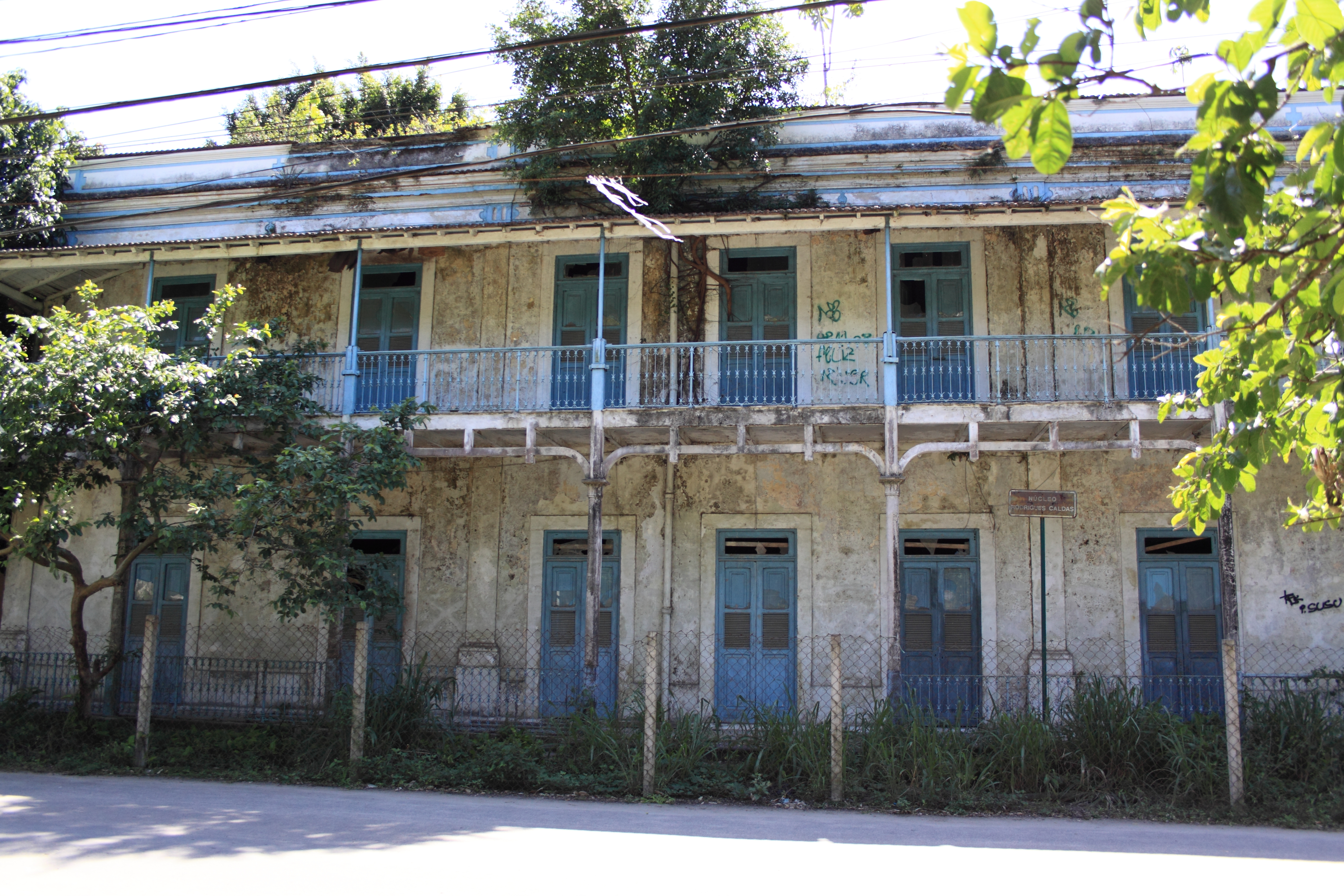